# Pilbara Minerals
Pilbara Minerals er et australsk lithium- og tantalit-mineselskab.
Virksomheden blev etableret i 2005 som Portland International.
I 2009 påbegyndte Pilbara aktiviteter indenfor minedrift.